# Остров Гаррис (регион)
Га́ррис (англ. Harris, гэльск. Na Hearadh) — южная часть острова Льюис-энд-Гаррис Гебридского архипелага, северную часть которого занимает Льюис. (Ни в английском, ни в гэльском языках другого названия, кроме англ. «Lewis and Harris», общий остров не имеет. На русскоязычных картах же он часто подписывается просто «Льюис», по имени большей, северной части.) Граница между частями проходит по линии соединяющей восточный край залива Лох-Ресорт и залив Лох-Сифорт.
Заливы Лох-Тарберт и Уэст-Лох-Тарберт делят Гаррис на две части, соединяемые узким перешейком, возле которого расположено главное поселение острова — посёлок Тарберт. Гаррис, особенно в северной части, более горист, чем Льюис, здесь расположена гора Клишем — высочайшая точка всех Гебридских островов (799 м). Рельеф в южной части Гарриса более ровный.
Исторически Гаррис относится к Россширу, в отличие от Льюиса, входившего в Инвернессшир. Ранее Гаррис, как и прочие Гебридские острова, был частью Королевства Островов.
По данным переписи 2001 года население Гарриса составляет 3061 человек. Значительные поселения помимо Тарберта — Родел (с известной средневековой церковью св. Климента) и Леверборо (от причала которого ходят паромы на Норт-Уист).